# Tournée du Chat noir
Tournée du Chat noir est une affiche du peintre suisse Théophile Alexandre Steinlen réalisée en 1896 pour promouvoir le cabaret parisien Le Chat noir, à Montmartre. Elle mentionne notamment Rodolphe Salis, propriétaire et exploitant du cabaret.
Son texte complet est très simple : « Prochainement Tournée du Chat noir de Rodolphe Salis ».
Cette lithographie en couleur de 40 centimètres de large et 62 centimètres de haut représente un chat noir sur fond jaune et rouge. La tête du chat est entourée d'une auréole rouge dans laquelle est inscrite la devise « Montjoye Montmartre », parodiant un cri de guerre médiéval (« Montjoie ! Saint-Denis ! »).
Elle a été reproduite sur de nombreux supports, notamment en posters et cartes postales, et des exemplaires originaux sont conservés dans de nombreux musées.

## L'affiche dans la culture populaire

### Élément décoratif
Cette affiche fait l'objet de nombreuses reproductions. Elle est ainsi devenue un des symboles parmi tant d'autres du pittoresque parisien, et son image se retrouve dans quantité de produits dérivés vendus notamment dans les magasins pour touristes de la capitale française. On la retrouve comme élément décoratif déclinée sur toutes sortes d'objets du quotidien : boîtes en fer blanc, plateaux de cuisine, accroche-torchons, carrelages illustrés, etc.

### Iconologie et réappropriation
L'affiche créée par Théophile Alexandre Steinlen en 1896 apparaît dans la culture populaire à de nombreuses reprises :
- dans le film Gray Matters réalisé par Sue Kramer en 2007 ;
- dans le film Toutes les filles sont folles réalisé par Pascale Pouzadoux en 2003 (dans l'appartement du personnage principal interprété par Barbara Schulz) ;
- dans le vidéoclip I Still Remember[3] du groupe musical britannique Bloc Party ;
- On peut apercevoir l'affiche dans le jeu vidéo Astérix et Obélix XXL 2 : Mission Las Vegum ;
- On peut aussi apercevoir l'affiche dans le jeu vidéo Resident Evil: Survivor, ainsi que des posters de Street Fighter et d'autres jeux de Capcom ;
- L'affiche et la revue du Chat-Noir apparaissent également dans la série des jeux vidéo post-apocalyptique Fallout, et Fallout 2. Une mission consiste à en récupérer dix exemplaires dans le monde dévasté ;
- L'affiche du Chat-Noir est citée à deux reprises dans les deux disques de Tony Coe, Tournée du Chat et Le Chat se retourne (1982 - 1984 nato) ;
- Dans la série Des jours et des vies elle est placardée dans le salon de Belle et Philip ;
- Dans la série Bref, l'affiche est placardée au mur dans l'appartement de « Cette Fille »[4] ;
- Dans la série Heroes Reborn (2015), saison 1, épisode 5, dans la chambre de la petite amie de Tommy ;
- Dans la série Tunisienne "El Maestro", épisode 11, dans la chambre de Hatem,le maestro;
- L'affiche du Golden Cat, lupanar du jeu vidéo Dishonored, reprend la même composition[réf. nécessaire].
- Un bar nantais, Au Chat Noir, bistrot des arts, y fait référence.
- Dans le dessin animé Alvin et les Chipmunks, l'affiche se trouve dans la maison.
- Dans le dessin animé Miraculous, les Aventures de Ladybug et Chat noir, saison 1, épisode 25, l'affiche se trouve sur la boite d'allumettes servant de lit à Wayzz.
- Dans le jeu vidéo Overwatch, une affiche sous le même modèle indiquant « La tournée de Luna » peut être trouvée sur la carte Paris, faisant elle aussi référence au cabaret de la carte.
- Dans l'épisode 20 de la 32ème[5] saison des Simpson on l'aperçoit, dénuée de ses inscriptions, dans la boutique de magie au début de l'épisode.
- L'affiche apparaît dans le séjour de la famille Zander incarnée dans le film d'horreur Ouija : Les Origines.